# Hamantasze

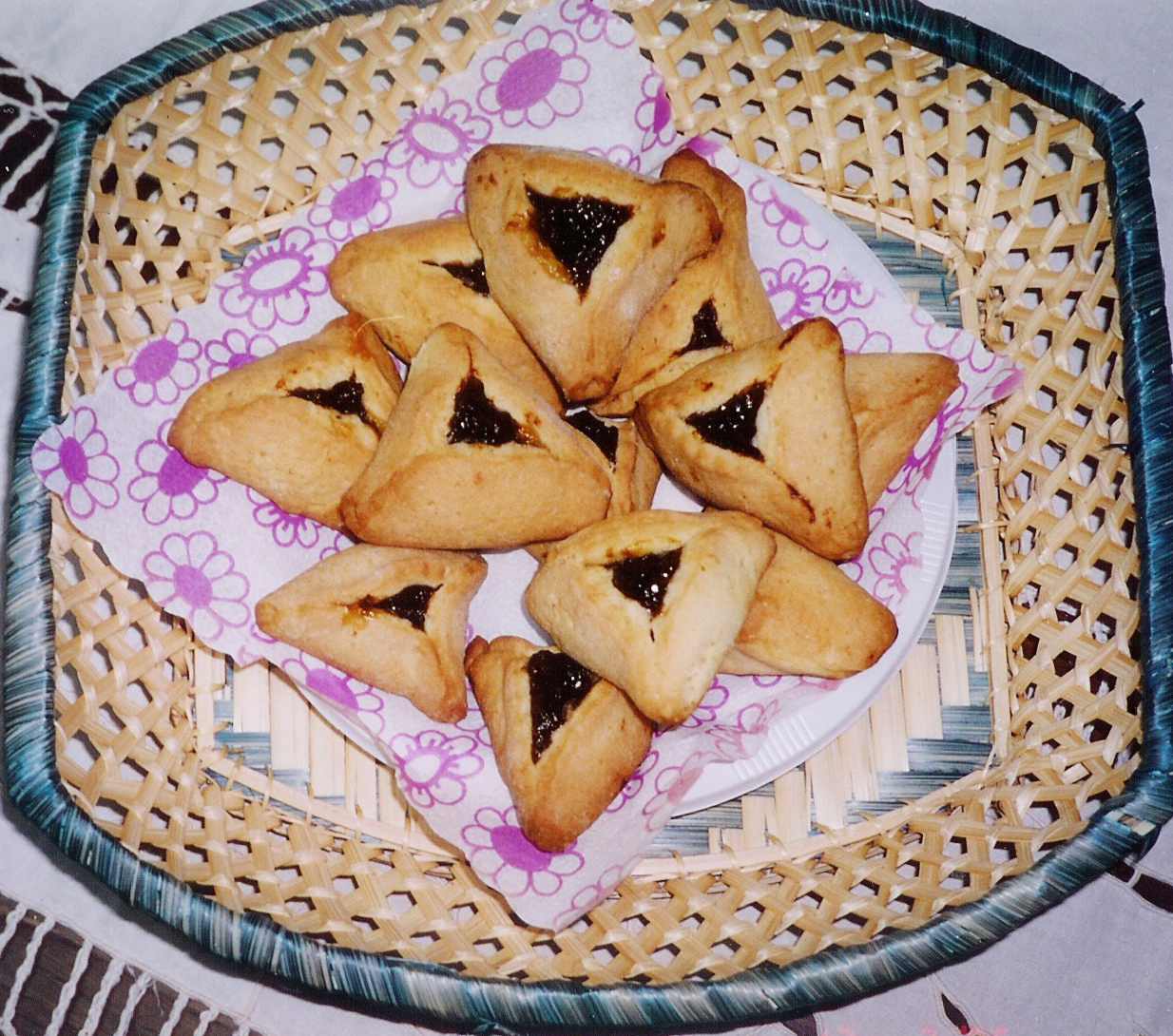
Hamantasze domowego wypieku

Hamantasze (jid. המן־טאַשן – hamentaszn, hamantaszn, humentaszn = woreczki, sakiewki, kieszenie Hamana), zw. też uszami Hamana (hebr. אוזני המן oznej Haman) – tradycyjne dla kuchni żydowskiej nadziewane ciasteczka w kształcie trójkąta, wypiekane w przeddzień święta Purim i spożywane w czasie tego święta.

## Historia hamantaszy
Historia tych słodyczy wywodzi się z Niemiec, gdzie wytwarzano je pierwotnie bez związku ze świętem. Były to ciasteczka z makiem – mak zawijany był w „kieszeń” z ciasta – dlatego nazywano je „makowymi kieszeniami” (niem. mohn-taschen). Z czasem przygotowywane były na święto Purim, więc zyskały nazwę Haman-taschen. Stanowiło to nawiązanie do imienia Hamana, pierwszego ministra na dworze króla perskiego Kserksesa I (Ahaswerusa). Haman był negatywnym bohaterem biblijnej historii, z której to święto się wywodziło. 
Nowe nazwy i kształt hamantaszy zyskiwały nowe interpretacje, które miały symbolicznie wiązać te słodycze z Purim. W kształcie ciastek upatrywano nawiązania do rzekomo trójkątnego kapelusza, jaki miał nosić Haman, lub widziano w nim symbolikę trzech patriarchów, którzy w historii biblijnej mieli się wstawiać za Esterą. Nazwa bywała z kolei wiązana z sakiewką znienawidzonego, skorumpowanego Hamana. Ciastka były także nazywane „uszami Hamana”, co stanowiło nawiązanie do średniowiecznych dodatkowych poniżających kar wymierzanych skazanym złoczyńcom. Przed egzekucjami okaleczano ich, między innymi obcinając uszy.

## Przygotowanie hamantaszy
Hamantasze przygotowuje się z mąki, jajek, proszku do pieczenia, margaryny, cukru, wanilii, soku pomarańczowego i soli kuchennej. Tradycyjny farsz jest makowy z dodatkiem miodu i bakalii: rodzynek, figi, daktyli i orzechów. Hamantasze nadziewać można także przetworami owocowymi lub serem. Ciastkom nadaje się trójkątny kształt. Są przygotowywane przez kobiety w przeddzień Purim.